# یوهان ووگل
یوهان ووگل (هلندی: Johann Vogel؛ زادهٔ ۸ مارس ۱۹۷۷) یک بازیکن فوتبال اهل سوئیس است.
وی همچنین در تیم ملی فوتبال سوئیس بازی کرده‌است.